# Concert In Japan
Concert In Japan är ett livealbum med gruppen Dolenz, Jones, Boyce and Hart utgivet i augusti 1981. Albumet är dock inspelat under deras turné i Japan den 20 juli 1976. Det återutgavs på CD 1996.
Denna kortlivade grupp bestod av två medlemmar från The Monkees (Davy Jones och Micky Dolenz), samt två av låtskrivarna för samma grupp (Tommy Boyce & Bobby Hart). Anledningen till att man inte använde sig av The Monkees-namnet var att man inte hade rättigheterna till namnet och därför inte fick använda det.
Albumet var tänkt som en uppföljare till studioalbumet Dolenz, Jones, Boyce & Hart, men eftersom det sålde så dåligt, skrinlades livealbumet och kom inte ut förrän 1981.

## Låtlista
1. Last Train To Clarksville (Tommy Boyce/Bobby Hart)
2. Valleri (Tommy Boyce/Bobby Hart)/Daydream Believer (John Stewart)/A Little Bit Me, A Little Bit You (Neil Diamond) (medley)
3. I Wonder What She's Doing Tonight (Tommy Boyce/Bobby Hart)
4. (I'm Not Your) Steppin' Stone (Tommy Boyce/Bobby Hart)
5. I Wanna Be Free (Tommy Boyce/Bobby Hart)
6. Savin' My Love For You (Micky Dolenz/David Jones)
7. Pleasant Valley Sunday (Gerry Goffin/Carole King)
8. I Remember A Feeling (Tommy Boyce/Bobby Hart)
9. A Teenager In Love (Doc Pomus/Mort Shuman)
10. Cuddly Toy (Harry Nilsson)
11. Come A Little Bit Closer (Tommy Boyce/Bobby Hart/W. Farell)/Pretty Little Angel Eyes (Curtis Lee/Tommy Boyce)/Hurt So Bad (Teddy Randazzo/Bobby Hart/Bobby Weinstein)/Peaches 'n' Cream (Tommy Boyce/Bobby Hart)/Something's Wrong With Me (Danny Janssen/Bobby Hart)/Keep On Singing (Danny Janssen/Bobby Hart) (medley)
12. I Love You (And I'm Glad That I Said It) (Tommy Boyce/Bobby Hart)
13. Action (Tommy Boyce/Steve Venet)